# Рожер V (герцог Апулии)
Рожер V (итал. Ruggero V; умер 24 декабря 1193) — старший сын Танкреда, короля Сицилийского королевства, и Сибиллы Ачерра. Происходил из династии Отвилей.

## Биография
После своей коронации в январе 1190 года Танкред возвёл Рожера в ранг герцога Апулии — титул наследника сицилийского престола. После подписания соглашения в Гравине в июне 1192 года с посланниками папы Целестина III и признания последним королевского титула Танкреда, король короновал Рожера как своего соправителя (поэтому иногда Рожер именуется в качестве сицилийского короля Рожером III). Этим актом, совершённым с одобрения папы, Танкред обеспечивал Рожеру престолонаследие в Сицилийском королевстве. 
Для скрепления военного союза с Византией Рожер женился в 1193 году на Ирине, дочери императора Исаака II Ангела. 
24 декабря 1193 года Рожер неожиданно скончался. Смерть наследника стала ударом для Танкреда, который тяжело заболел и вскоре скончался. Рожер V был последним из Отвилей, носившим титул герцога Апулии.